# Campus Area Network
Ein Campus Area Network (CAN, de: Campusnetzwerk) ist ein Area Network, das mehrere LANs umfasst, aber kleiner als ein MAN ist. Typische Beispiele für CANs sind die Vernetzung einer Universität, bei der mehrere Gebäude, beispielsweise Bibliothek, Verwaltung und Rechenzentrum miteinander verbunden werden, oder die Vernetzung mehrerer Gebäude eines Firmengeländes.
Bei einem auf Mobilfunk basierenden Campus Area Network spricht man von einem Campusnetz.